# Ferugliotherium windhauseni
Ferugliotherium windhauseni è un mammifero alloterio estinto, appartenente ai gondwanateri. Visse nel Cretaceo superiore (Campaniano - Maastrichtiano, circa 75 - 70 milioni di anni fa) e i suoi resti fossili sono stati ritrovati in Sudamerica.

## Descrizione
Questo animale è noto solo grazie a pochi resti fossili della dentatura, ed è quindi impossibile ipotizzarne l'aspetto. Di certo doveva essere di piccole dimensioni, e si suppone che non superasse i 70 grammi di peso. 
Ferugliotherium era caratterizzato da grandi incisivi inferiori ipsodonti, compressi lateralmente e dotato di una stretta (ma spessa) banda di smalto principalmente sul lato labiale. Il quarto premolare inferiore era di tipo plagiaulacoide, ovvero compresso lateralmente, alto e seghettato. I denti molariformi erano a corona bassa (brachidonti) e dotati di creste prominenti che connettevano le cuspidi delle file adiacenti e solchi trasversali che percorrevano totalmente o quasi totalmente le corone dentarie tra le cuspidi di file adiacenti. La cresta risultante formava una sorta di triangolo dall'apice diretto lingualmente nei molari superiori e labialmente in quelli inferiori. Gli incisivi di Ferugliotherium possedevano uno smalto prismatico, con piccoli prismi circolari.

## Classificazione
La classificazione di Ferugliotherium è stata piuttosto problematica. Inizialmente questo genere venne descritto da José Bonaparte nel 1986, sulla base di un singolo dente molariforme proveniente dalla zona di Arroyo Verde nella provincia di Rio Negro in Argentina, nella formazione Los Alamitos. Bonaparte ascrisse questo enigmatico molare (considerato un molare inferiore) a una famiglia a sé stante (Ferugliotheriidae), assegnata con qualche dubbio ai multitubercolati. Lo stesso Bonaparte, nel 1990, descrisse altri molari (considerati molari superiori) provenienti dalla medesima formazione e li attribuì a una specie affine, che denominò Vucetichia gracilis. Numerosi altri fossili di denti provenienti dalla stessa formazione vennero poi descritti da Krause e colleghi nel 1992: ciò permise di comprendere che Ferugliotherium windhauseni e Vucetichia gracilis erano la stessa specie. La specie Argentodites coloniensis, proveniente dalla provincia di Chubut nella formazione La Colonia e descritta nel 2007, è basata su un premolare inferiore di tipo plagiaulacoide: inizialmente considerato un multitubercolato, con tutta probabilità era invece un gondwanaterio identico alla specie Ferugliotherium windhauseni. 
Attualmente Ferugliotherium è considerato un rappresentante di una famiglia a sé stante (Ferugliotheriidae) caratterizzata da molari brachidonti, dalla corona molto più bassa rispetto a quella degli altri gondwanateri sudamericani tipici, quali Gondwanatherium e Sudamerica.

## Paleoecologia
I gondwanateri con denti a corona alta erano probabilmente erbivori, ma Ferugliotherium, con denti brachidonti, era più probabilmente un insettivoro o onnivoro; la sua dieta doveva essere simile a quella di multitubercolati quali Mesodma, che si pensa abbia mangiato insetti, altri artropodi, semi e noci. Ferugliotherium potrebbe aver usato i suoi incisivi per rosicchiare o tagliare, e il quarto premolare inferiore simile a una lama potrebbe anche essere stato usato per tagliare o rompere parti di piante dure, come i semi. I modelli di usura sui denti di Ferugliotherium suggeriscono indipendentemente che questo animale possa aver mangiato del materiale vegetale (Gurovich, 2008).
La direzione dell'usura sui denti indica che Ferugliotherium, Gondwanatherium e Sudamerica avevano tutti un movimento della mascella palinale (ovvero, la mandibola si spostava all'indietro durante il movimento principale della masticazione), una caratteristica altrimenti nota solo nei multitubercolati tra i mammiferi (Krause e Bonaparte, 1993).